# Macalpinomyces bothriochloae
Macalpinomyces bothriochloae är en svampart som först beskrevs av L. Ling, och fick sitt nu gällande namn av Vánky 2004. Macalpinomyces bothriochloae ingår i släktet Macalpinomyces och familjen Ustilaginaceae.   Inga underarter finns listade i Catalogue of Life.